# Los Cocos

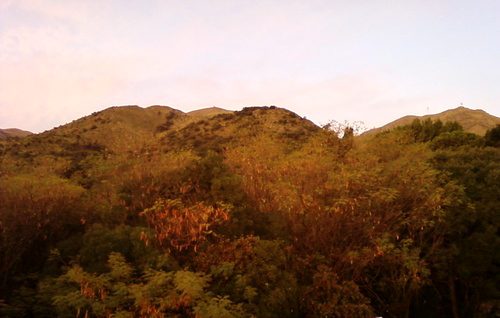
Sierras Chicas en Los Cocos

Los Cocos es una localidad y municipio del departamento de Punilla, provincia de Córdoba, Argentina, 84 km al norte de la ciudad de Córdoba.
Tiene aproximadamente 980 ha y se encuentra a 1.200 m s. n. m., convirtiéndola en la localidad que se encuentra a mayor altitud en el Valle de Punilla, por lo que se la conoce con el nombre de Balcón de Punilla.
Los Cocos se encuentra ubicada sobre la ruta provincial E-76, fusionada con las vecinas localidades de La Cumbre y San Esteban, y forma parte del Gran Córdoba.
Actualmente es un importante centro turístico en verano gracias a los numerosos hoteles sindicales que se encuentran en el lugar.

## Toponimia
El nombre de Los Cocos se debe a que uno de los árboles (palmeras)  que predominan en la zona es el coco, este nombre le fue dado por los conquistadores  a las palmeras, que son las más australes del planeta Tierra y una de las pocas que existen en climas con inviernos nevados, cabe mencionar que estas palmeras de la especie Trithrinax campestris aunque reciben el nombre de cocos, precisamente lo que no producen es cocos.

## Historia
Hacia fines del siglo XVI se les entregan a cinco de los hijos del cofundador de Córdoba, Bartolomé Jaime, una merced de tierras ubicada en la actual zona del Valle de Punilla. Parte de estas tierras son enajenadas por uno de los hijos de Jaime al Capitán Gerónimo de Quevedo, donde forma una estancia llamada San Gerónimo.
En los años siguientes a la muerte de Quevedo en 1668, la estancia se divide en varias partes. Una de estas parcelas pasa a convertirse en la estancia Los Cocos, la cual ya se menciona en documentación del año 1771.
A fines del siglo XIX el propietario de la estancia Denecio Ceballos construye su vivienda en la actual ubicación de los Cocos, siendo ésta la primera casa de la localidad.
A principios del siglo XX la estancia se comienza a lotear y desmontar. Además se empiezan a trazar las primeras calles y a construir principalmente casas de veraneo, pertenecientes en su mayoría a los empleados de los ferrocarriles ingleses. El ferrocarril nunca pasó por Los Cocos, sino por las localidades vecinas de La Cumbre y San Esteban.
En las décadas siguientes hay un fuerte desarrollo turístico, llegando a haber más de veinte establecimientos hoteleros a fines de la década del 50.
Gracias a este desarrollo, en 1957 se crea el municipio de Los Cocos.

## Población
Cuenta con 1409 habitantes (Indec, 2022), lo que representa un incremento del 11,8% frente a los 1242 habitantes (Indec, 2010) del censo anterior. Se trata de una localidad turística, y esta cifra se incrementa aproximadamente un 50% durante la temporada de vacaciones.
Forma parte del aglomerado urbano denominado por INDEC La Cumbre - Los Cocos - San Esteban que cuenta con una población total de 9,638 habitantes (Indec, 2010).
El mencionado aglomerado se halla fusionado con el resto de localidades al centro y sur de Punilla, integrando el área metropolitana de Córdoba.
En los últimos años, el poblado experimentó un crecimiento demográfico que trajo también problemas relacionados con el desmonte para la construcción de viviendas, una creciente inseguridad y la extinción de la tranquilidad que caracterizó a la localidad por años.
| Gráfica de evolución demográfica de Los Cocos entre 1991 y 2022 |
|                                                                 |
| Fuente: Censos nacionales del INDEC                             |

## Lugares de interés turístico

### Sierras
Los Cocos se encuentra sobre el faldeo occidental de las Sierras Chicas cordobesas. Cuenta con varios senderos y paseos a los cerros destacándose:
- El Mástil: monolito de 31 metros de altura construido en 1939, que se halla emplazado  sobre la cima del cerro El Camello de 1.660 m s. n. m. Desde este punto se puede observar gran parte del valle y hasta las salinas en una situación de buen clima.

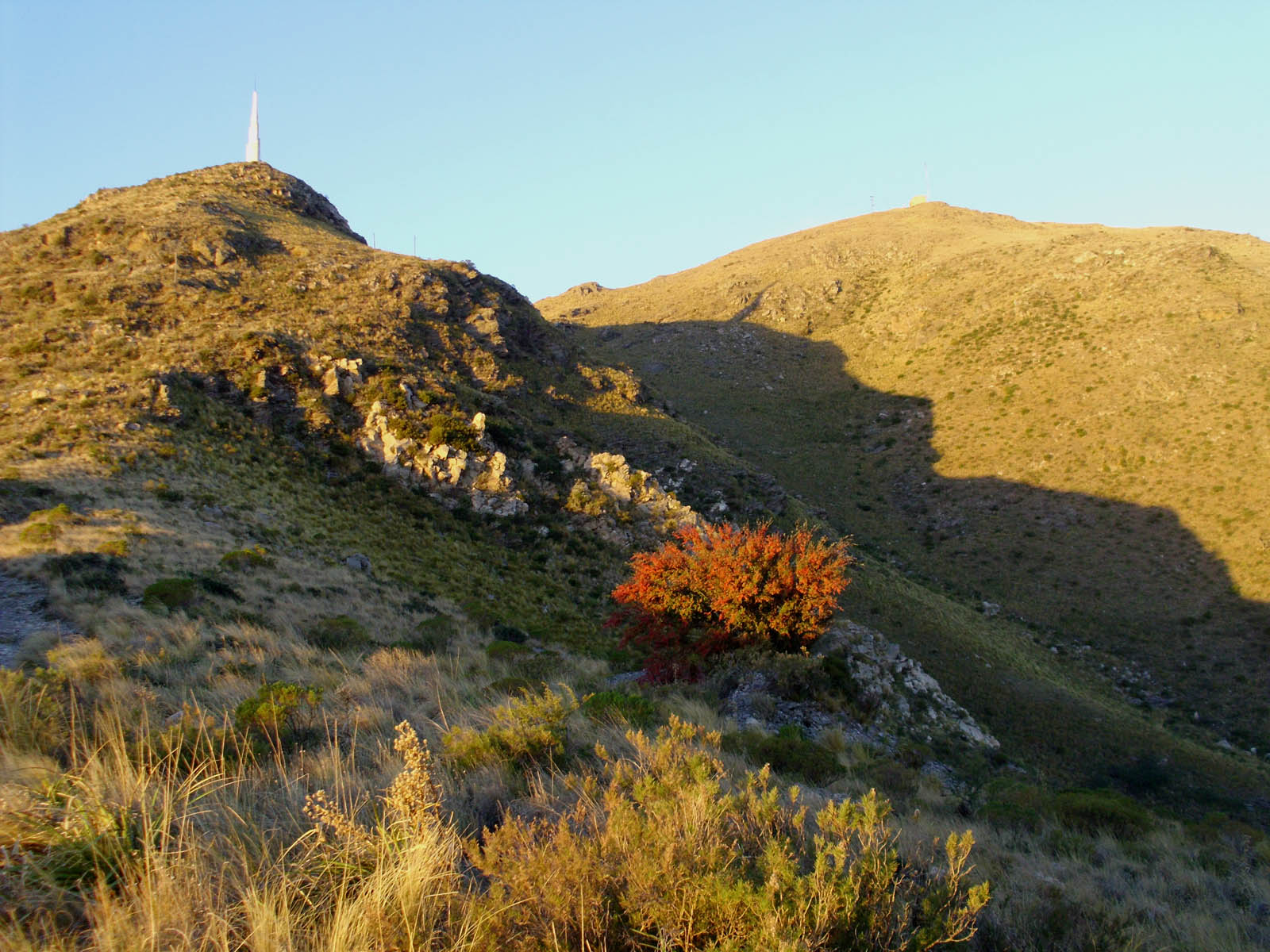
El ocaso sobre las sierras, donde puede apreciarse el monumento El Mástil, en la cima izquierda.

- Cabeza del Soldado: formación rocosa de considerable tamaño sobre el cerro de nombre homónimo a 1.440 m s. n. m.

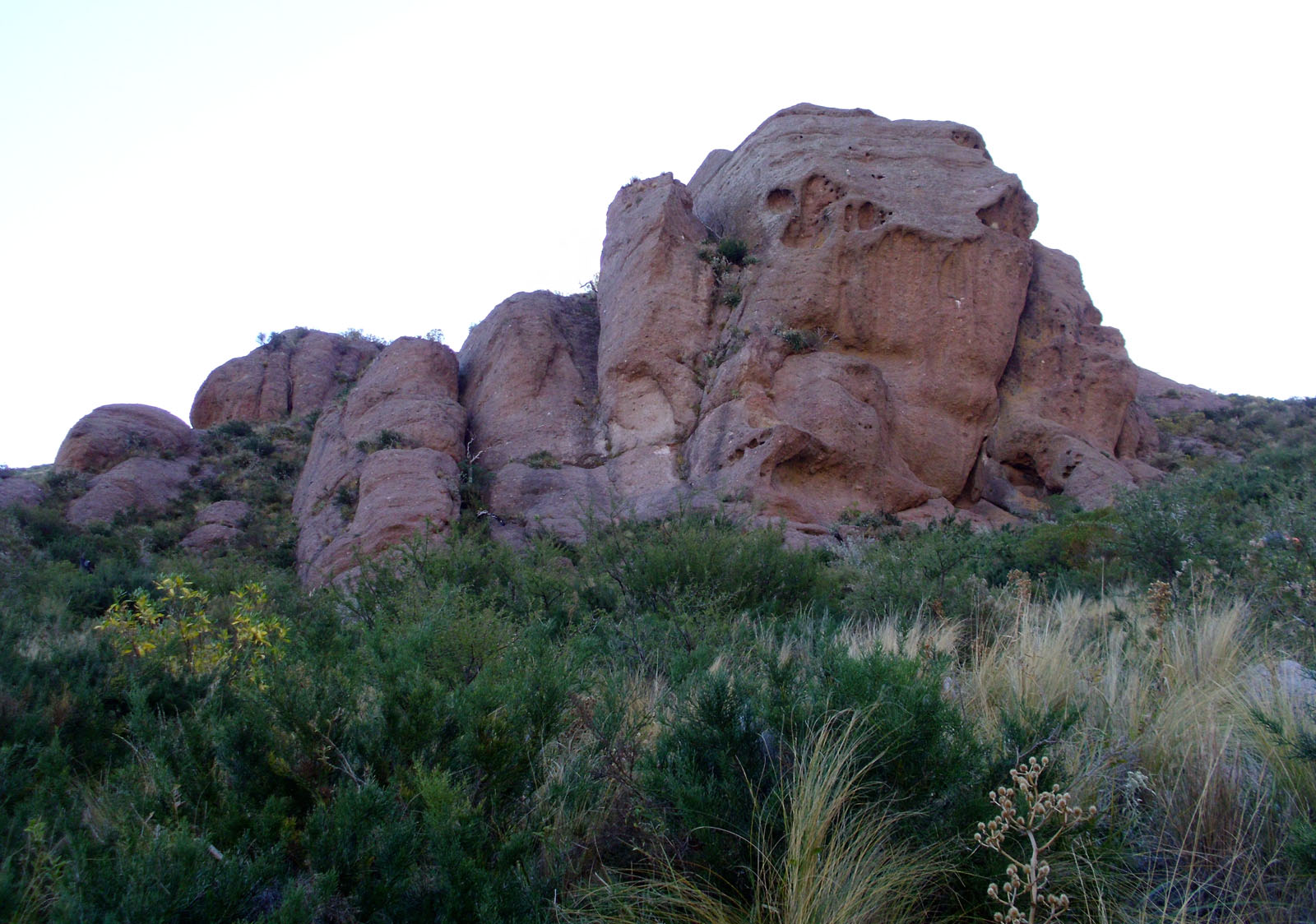
Roca conocida como La Cabeza Del Soldado

### Museo La Loma
Construida a pedido del matrimonio Majorel como casa de vacaciones para el verano, esta mansión de gran categoría pasó a ser Museo municipal luego del fallecimiento de Doña Victoria Crenna de Majorel. Su marido, Pedro Majorel, lo dona al Ministerio de Cultura de la Nación con la condición de que se exponga allí la obra pictórica de su esposa, una pintora aficionada. Actualmente, funciona allí la biblioteca popular de Los Cocos, además de exponerse permanentemente la obra de Doña Victoria, obras de la colección de la casa, el mural pintado por Alfredo Guido y diversas muestras transitorias. Ocasionalmente, hay espectáculos musicales y talleres culturales.

### Capilla Santa Teresita
La capilla de Santa Teresita del Niño Jesús, patrona de Los Cocos, fue erigida en el año 1934. Pertenece al estilo americanista de la década del 30 y su interior fue decorado por el Arq. Alfredo Guido, famoso artista de la época. El terreno para la edificación de la capilla fue donado por el vecino de la localidad, Don Denecio Ceballos y al inaugurarse la capilla, el primer bautismo realizado fue el del bisnieto de Denecio, llamado Rogelio (1934-2002) que es el padre del intendente electo para el periodo 2015-2019, Gustavo Enrique Ceballos.

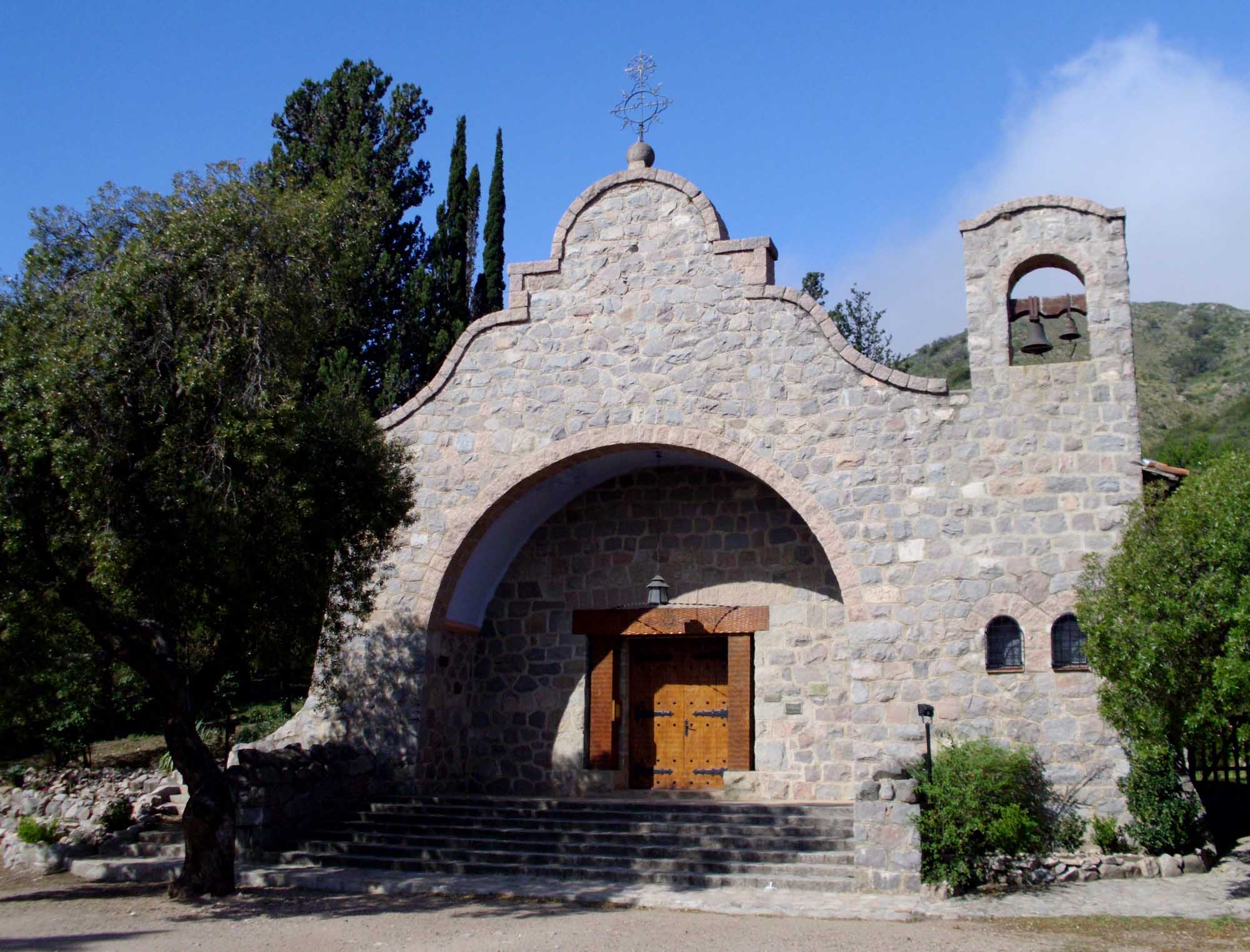
Capilla Santa Teresita

### Paseo "El Mirador"
Este paseo cuenta con un Salón de Artesanías que posee variedad en artesanías en madera, metal, bisutería, cerámica, papel mache, cuchillos, mates, sahumerios, esencias, una sección infantil, entre otras. Posee además otros servicios y zona de recreo.

### Complejo El Descanso
El complejo denominado El Descanso es un centro de atracción turístico, que cuenta con parques y museos. En las cercanías hay una telesilla, que permite ascender al cerro, así como un complejo infantil, que cuenta con numerosos juegos y un pequeño tren que transita sobre el borde de la montaña.

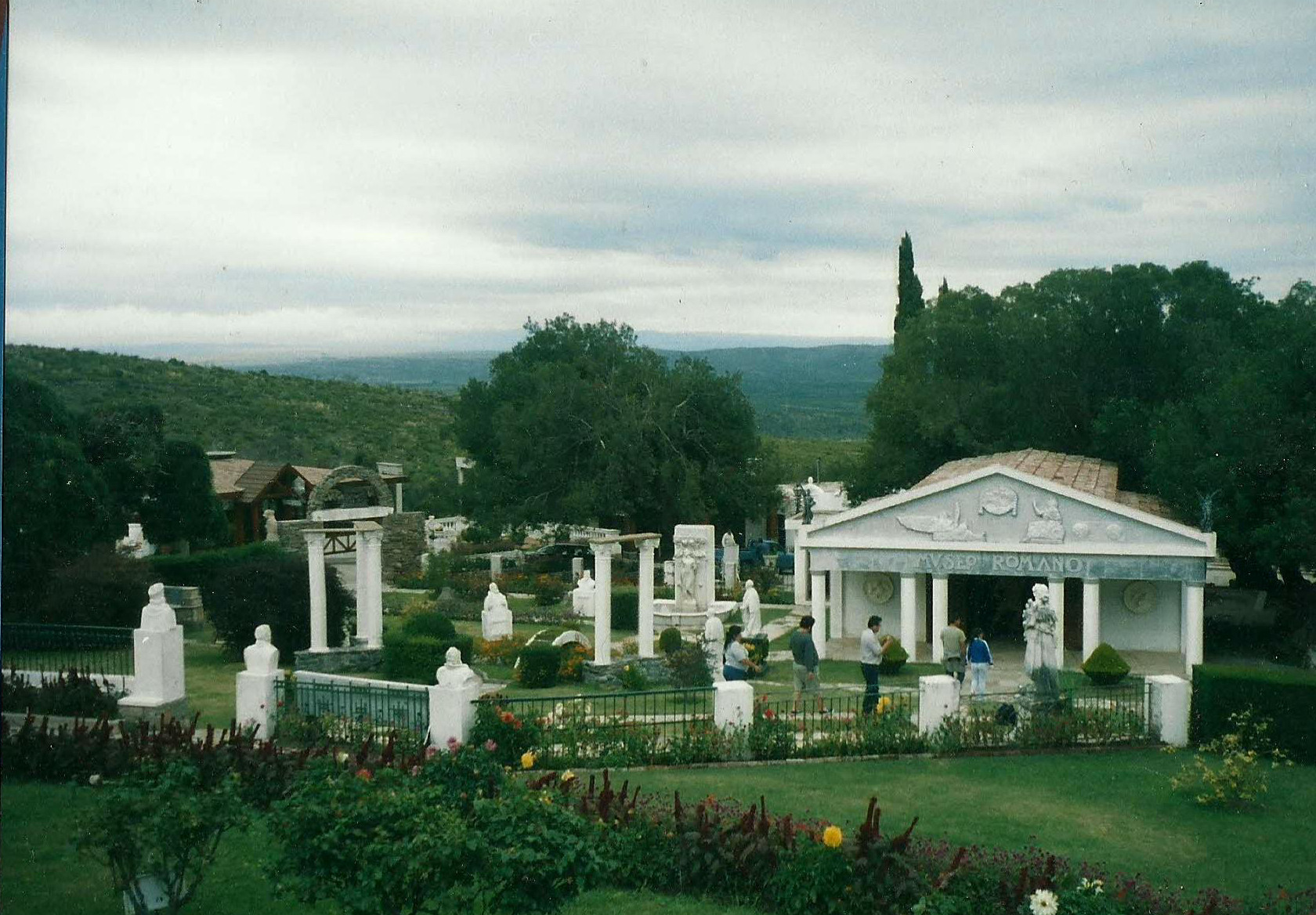
Uno de los tantos paseos dentro del parque del Hotel El Descanso, de Los Cocos.

### Los Cocos Park
Parque de diversiones para todas las edades, desde su ubicación (en la cima de una montaña) se puede observar una vista extraordinaria de Los Cocos y el valle de Punilla. Su acceso es en automóvil o caminando a través de una calle asfaltada.

## Clima
Los Cocos posee un clima mediterráneo semiárido. Con inviernos cortos y veranos largos y soleados. Las precipitaciones rondan los 600 mm anuales, siendo la mayoría entre los meses de septiembre y abril.

### Sismicidad

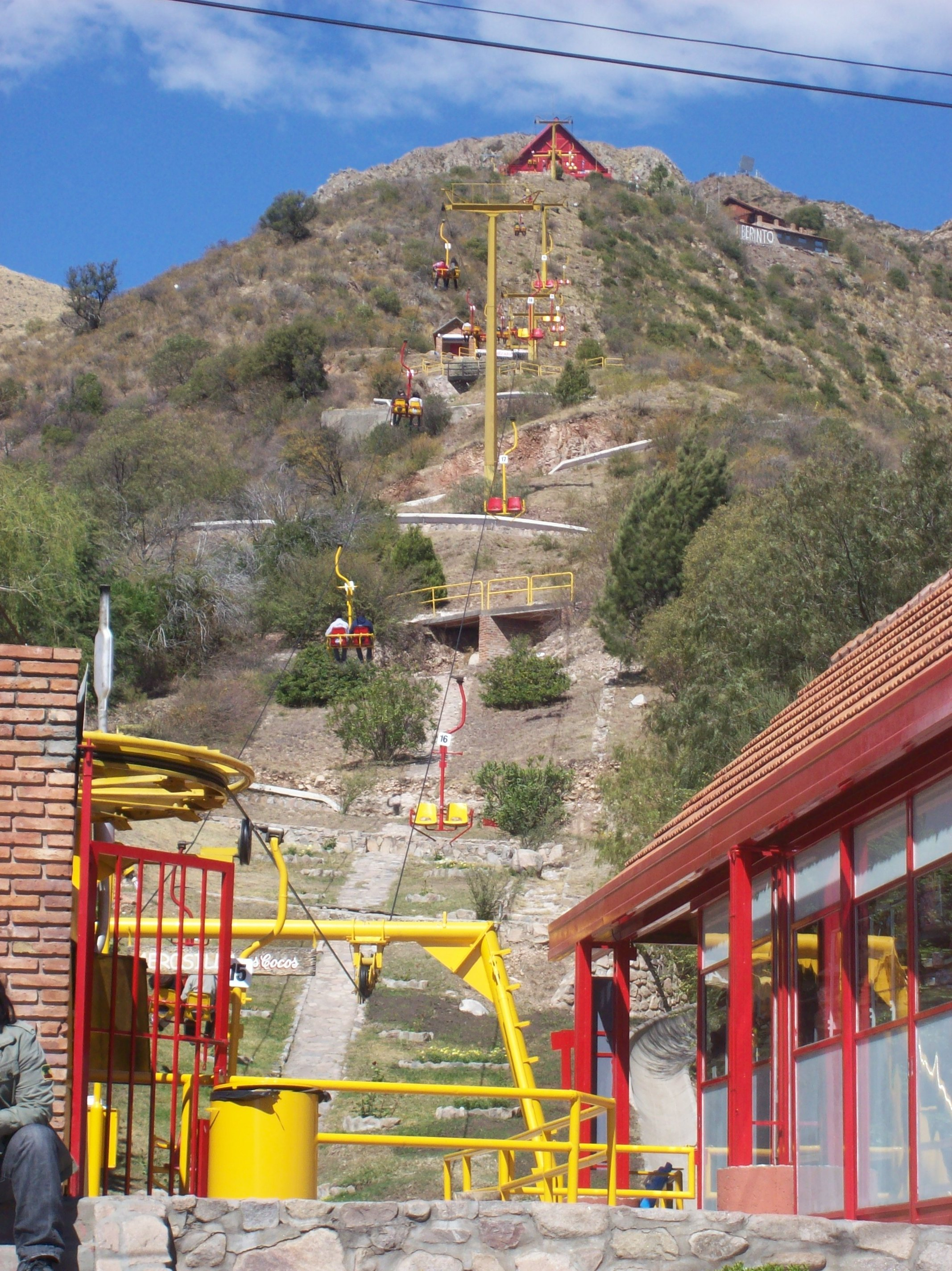
Panorámica de aerosilla de Los Cocos.

La sismicidad de la región de Córdoba es frecuente y de intensidad baja, y un silencio sísmico de terremotos medios a graves cada 30 años en áreas aleatorias. Sus últimas expresiones se produjeron:
- 22 de septiembre de 1908 (116 años), a las 17.00 UTC-3, con 6,5 Richter, escala de Mercalli VII; ubicación 30°30′0″S 64°30′0″O / -30.50000, -64.50000; profundidad: 100 km; produjo daños en Deán Funes, Cruz del Eje y Soto, provincia de Córdoba, y en el sur de las provincias de Santiago del Estero, La Rioja y Catamarca.[2]

- 16 de enero de 1947 (78 años), a las 2.37 UTC-3, con una magnitud aproximadamente de 5,5 en la escala de Richter (terremoto de Córdoba de 1947).[1]

- 28 de marzo de 1955 (70 años), a las 6.20 UTC-3 con 6,9 Richter: además de la gravedad física del fenómeno se unió el desconocimiento absoluto de la población a estos eventos recurrentes (terremoto de Villa Giardino de 1955).

- 7 de septiembre de 2004 (20 años), a las 8.53 UTC-3 con 4,1 Richter.

- 25 de diciembre de 2009 (15 años), a las 21.42 UTC-3 con 4,0 Richter.

## Infraestructura
Los Cocos se desarrolla  a lo largo de la ruta provincial E-76, que toma el nombre de Avenida Cecilia Grierson. La misma consiste en una avenida ancha completamente urbanizada conteniendo a lo largo de su traza los lugares más importantes como la mayoría de los hoteles, parques de atracciones y locales comerciales.
El resto de la localidad de compone de calles residenciales de tierra, muchas de ellas en Cul-de-sac.

## Transporte
A pesar del aumento en la cantidad de habitantes, Los Cocos ha perdido la mayoría de las rutas de autobuses que brindaron servicio en tiempos pasados, dejando a la localidad aislada de otros centros urbanos importantes de la región como Villa Carlos Paz, Cosquín o la misma ciudad de Córdoba, lo que obliga a sus habitantes y turistas a tener que realizar algún tipo de transbordo. Lamentablemente, esta situación permanece sin perspectivas de soluciones a futuro.
No existe en la localidad estación de autobuses, pero sí numerosas paradas a lo largo de la avenida Cecilia Grierson desde donde se podrá tomar el servicio, abonando directamente con efectivo en el bus mismo.
Las principal parada de autobús lleva el nombre de "Uthgra-Ramos", y es la parada también para los ómnibus de larga distancia. Otras paradas importantes son "El Descanso" y "Brasilia".
| Autobuses         | Autobuses                         | Autobuses                                                                           |
| empresa           | línea                             | destinos                                                                            |
| ----------------- | --------------------------------- | ----------------------------------------------------------------------------------- |
| Empresa Sarmiento | La Falda-Capilla del Monte urbano | La Falda, Huerta Grande, Villa Giardino, La Cumbre, San Esteban, Capilla Del Monte. |

| Autobuses Larga Distancia  | Autobuses Larga Distancia  | Autobuses Larga Distancia |
| empresa                    | línea                      | destinos |
| -------------------------- | -------------------------- | --- |
| Urquiza/Sierras De Córdoba | Retiro-Capilla Del Monte   | Buenos Aires-Retiro, Escobar, Campana, Rosario, Armstrong, Bell Ville, Marcos Juárez, Villa María, Oliva, Oncativo, Laguna Larga. |
| Urquiza/Sierras De Córdoba | La Plata-Capilla Del Monte | La Plata, Quilmes, Llavallol, Rosario, Armstrong, Bell Ville, Marcos Juárez, Villa María, Oliva, Oncativo, Laguna Larga.          |

La Cooperativa La Calera brindó servicios de interurbano en Los Cocos hasta el año 2009. También contó con un servicio urbano que operó el circuito La Cumbre-Capilla Del Monte ingresando a esta localidad, el mismo es operado actualmente por Empresa Sarmiento.
La empresa Ciudad De Córdoba brindaba servicios también en Los Cocos hasta su quiebre, sus horarios son actualmente operados por Empresa Ersa, aunque sin ingresar a la localidad.
Las líneas de buses Capilla Del Monte-Cosquín Urbano y Alta Gracia-Capilla del Monte de Empresa Sarmiento, y La Cumbre-Los Cocos de Urbano Capilla Del Monte brindaron servicio durante los últimos años, actualmente se hallan canceladas. 

## Salud
- Centro de salud Dispensario municipal

## Deportes
La geografía del lugar, provista por numerosas montañas es propicia para realizar senderismo y escalada en roca. También se puede practicar footing, caminatas y ciclismo por las calles de la localidad.
En el club de la localidad se practican deportes como fútbol y vóley.
- Club Atlético Los Cocos
- Gimnasio Uthgra

## Educación
La institución educativa lleva el nombre en homenaje a Cecilia Grierson, la primera médica argentina, quien luego de su retiro se estableció en esta localidad cordobesa. El colegio secundario, denominado IPEA 343, funciona en un edificio recientemente construido, en terrenos colindántes a la escuela primaria.
- Escuela Doctora Cecilia Grierson  Pública
- Instituto Provincial de Educación Agrotécnica IPEA Nº343  Público
- Jardín de infantes público Doctora Cecilia Grierson

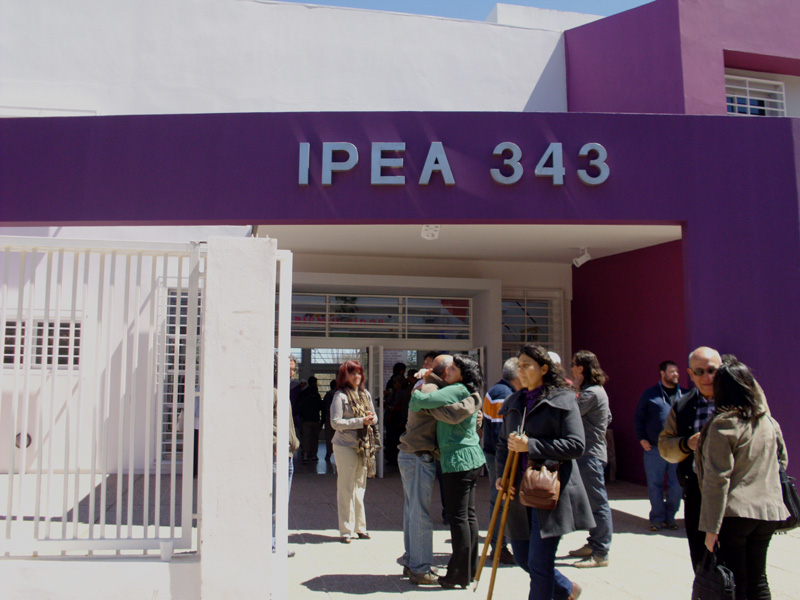
Colegio Secundario, el día de su inauguración.

## Cultura

### Música
En la localidad suelen realizarse algunos recitales de poca envergadura, la mayoría de ellos durante los meses de verano frente al edificio municipal o en el Club Atlético.  En el mes de octubre tiene lugar el Encuentro de Danzas.
Las fiestas patronales se realizan el día 3 de octubre en honor a Santa Teresita.

### Media
Radio
- FM América 96.9

Adicionalmente, en Los Cocos y áreas cercanas pueden sintonizarse otras estaciones de radio AM y FM como las siguientes:
- Radio Universidad 580 AM
- LV3 Radio Córdoba 700 AM
- Radio Nacional Córdoba 750 AM
- Radio Mitre Córdoba 810 AM
- Radio Sucesos 1350 AM
- Estación X 107.5 FM
- Cadena 3 100.5 FM
- 88.7 FM Radio Comunitaria San Esteban
- Suena Radio 92.5
- Contacto 102.9 FM
- Extra Brut FM
- La Falda 95.5 FM
- La Serranita 95.1 FM
- Única 104.9 FM
- Astral 93.7 FM
- Cadena Centro FM
- Cadena Eco 91.1 FM
- Jota FM
- La Serranita FM

#### Televisión
No existe canal de televisión en la localidad. El Canal 2 de la empresa de cable Carlos Paz Televisión es el que provee programación y noticias del Valle de Punilla.
Adicionalmente, la televisión abierta análoga ofrece canales provenientes de los transmisores ubicados en Los Cocos; mientras que la TDT (televisión digital terrestre abierta) incorpora algunas señales más, las cuales son recibidas desde el transmisor de Villa Carlos Paz:
- Canal 10 Córdoba  (canal 3 análoga)
- El Doce (canal 5 análoga)
- Telefé Córdoba (canal 7 análoga)
- Encuentro (canal 22.01 tda)
- Paka Paka (canal 22.02 tda)
- Mirador (canal 22.03 tda)
- Cine.ar TV (canal 22.04 tda)
- Tecnópolis (canal 22.05 tda)
- TV Pública (canal 23.01 tda)
- Construir (canal 23.02 tda)
- DeporTV (canal 24.1 tda)
- Canal 26 (canal 24.02 tda)
- France 24 (canal 24.03 tda)
- Crónica (canal 24.04 tda)
- CN23 (canal 25.01 tda)
- C5N (canal 25.02 tda)
- La Nación+ (canal 25.03 tda)
- G360 (canal 25.04 tda)
- RT (canal 25.05 tda)
- Canal U (canal 31.01 tda)
- Canal 10 Córdoba (canal 31.02 tda)

La TV de paga es provista a través de cable por la empresa Carlos Paz Televisión y de manera satelital por DirecTV..

#### Prensa
- Prensa del Centro, diario de papel semanal de la localidad de La Falda y distribuido en todo el Valle de Punilla.
- Diario de Villa Carlos Paz, diario de papel semanal de la ciudad de Carlos Paz y distribuido en todo el Valle de Punilla.
- Yo Publico Web, edición mensual impresa con artículos y anuncios clasificados, distribuida en todo el Valle de Punilla.
- El Utilitario, edición mensual impresa con artículos y anuncios clasificados, distribuida en el Valle de Punilla y Cruz del Eje.

Telecomunicaciones
Gracias a su estratégica ubicación, las montañas de la localidad cuentan con numerosas torres de comunicaciones fundamentalmente de televisión análoga, emisoras FM, telefonía, internet y servicios de emergencias. La gran mayoría se ubican en el Cerro Loma de La Rosilla.
El servicio de telefonía es provisto por la Cooperativa Telefónica Los Cocos; Mientras que el internet lo brindan Arnet (ADSL), Carlos Paz TV (cable) y los operadores inalámbricos Open Noa, FSM, Loading Internet y Berkanet.

### En la cultura popular
Los Cocos es una localidad con fama nacional gracias a la industria del turismo. Es por ello que ha sido visitado en algunas ocasiones por programas televisivos vinculados al turismo.
La película El Descanso (2002), dirigida por Ulises Rosell, ha rodado algunas escenas en Los Cocos, como así también en localidades cercanas como Santa María de Punilla.

## Servicios públicos y utilidades
El agua potable de la localidad es provista por la Municipalidad en algunos vecindarios y por pequeños tanques comunitarios en otros. Extraída de arroyos que bajan de la montaña. En las laderas se encuentran los tanques o reservórios que abastecen al pueblo.  
La energía eléctrica es provista por la empresa EPEC.
 Se ha construido una subestación de gas natural, provisto por Ecogas, aunque hasta la actualidad sólo el edificio escolar dispone del servicio.